# Juegos Asiáticos de 2022
Los Juegos Asiáticos de 2022 (chino: 2022年亚洲运动会; pinyin: Èr líng èr èr nián Yàzhōu Yùndònghuì), también conocidos como XIX Asiáticos (chino: 第十九届亚洲运动会; pinyin: Dì Shíjiŭ Jiè Yàzhōu Yùndònghuì), fue un evento multideportivo que se celebró en Hangzhou, Zhejiang, China, del 23 de septiembre al 8 de octubre de 2023.
Los Juegos estaban originalmente programados para llevarse a cabo del 10 al 25 de septiembre de 2022, pero el evento se pospuso debido a la pandemia de COVID-19 el 6 de mayo debido a preocupaciones sobre viajar a China continental, en medio de la amenaza potencial de variantes de COVID-19.  El 19 de julio de 2022, se anunciaron las nuevas fechas del 23 de septiembre al 8 de octubre de 2023.
Hangzhou será la tercera ciudad china que acoja los Juegos Asiáticos, tras Pekín en 1990 y Guangzhou en 2010.
Los Juegos también incluirán a atletas de Oceanía por primera vez tras la aprobación del Consejo Olímpico de Asia (OCA) para competir en deportes que se clasifican para los Juegos Olímpicos de Verano de 2024 a través de Asia, incluyendo voleibol, voleibol de playa, baloncesto, fútbol y esgrima.

## Proceso de candidatura
El Comité Olímpico Chino confirmó que Hangzhou presentó una candidatura, y es la única ciudad que declaró la candidatura en agosto de 2015. Hangzhou fue adjudicada oficialmente como ciudad anfitriona el 16 de septiembre de 2015 en Asjabad, Turkmenistán, durante la 34.ª Asamblea General de la OCA.
Según la propuesta, Ningbo, Shaoxing y Huzhou también formarán parte de las sedes de la competición. Los Juegos también potenciaron la construcción de varias vías férreas en la ciudad, y acortaron el viaje a una hora y media.

### Selección de la ciudad anfitriona
| Ciudad   | NOC   | Ronda 1 |
| Hangzhou | China | Unánime |

### Ciudad candidata
| Ciudad | País  | Comité Olímpico Nacional    | Resultado |
| Hangzhou | China | Comité Olímpico Chino (COC) | Ganador   |
| --- | ----- | --------------------------- | --------- |
| El Comité Olímpico Chino presentó oficialmente la candidatura el 18 de agosto de 2015, tras la victoria de la candidatura de Pekín a los Juegos Olímpicos de Invierno de 2022. Hangzhou, capital de Zhejiang, fue la única ciudad que declaró su candidatura. Esta será la tercera vez que la competición multideportiva se adjudica a China, tras Pekín en 1990 y Guangzhou en 2010. |       |                             |           |

## Preparaciones

### Marketing y promoción
Para promocionar los Juegos, el Comité Organizador de Hangzhou 2022 (HAGOC) ha lanzado un canal de televisión para su información oficial con el Grupo de Radio Televisión Cultural de Hangzhou. Con un propósito similar, Loong Air, la aerolínea oficial de los Juegos, pintó seis de sus aviones con los colores de los Juegos Asiáticos. El 10 de septiembre de 2021 se celebró en el Centro Deportivo Olímpico de Hangzhou una ceremonia de cuenta atrás de un año, titulada "Expecting". El programa incluyó la presentación del diseño de la antorcha y de los uniformes oficiales de los representantes del Consejo Olímpico de Asia y de los árbitros, jueces, delegados técnicos y miembros del jurado.

### Emblema
El emblema oficial de los juegos, titulado "Surging Tides", fue desvelado durante una ceremonia especial en la sede del Grupo de Radio Televisión Cultural de Hangzhou el 6 de agosto de 2018 para preparar a la ciudad para suceder a Yakarta y Palembang 2018 como sede de los Juegos Asiáticos.

### Mascota
Congcong, Lianlian y Chenchen, conocidos colectivamente como los trillizos inteligentes "Recuerdos de Jiangnan", fueron presentados en línea el 3 de abril de 2020 como las mascotas oficiales de los Juegos; superhéroes robóticos masculinos que originaron las Ruinas Arqueológicas de la Ciudad de Liangzhu, el Lago del Oeste y el Gran Canal.

### Lema
El lema oficial de los Juegos Asiáticos de 2022: "Heart to Heart, @Future" fue desvelado en el Centro de Tenis del Parque Olímpico y de la Exposición Internacional —apodado Little Lotus— el 15 de diciembre de 2019 para marcar la cuenta atrás de 1000 días para los Juegos.

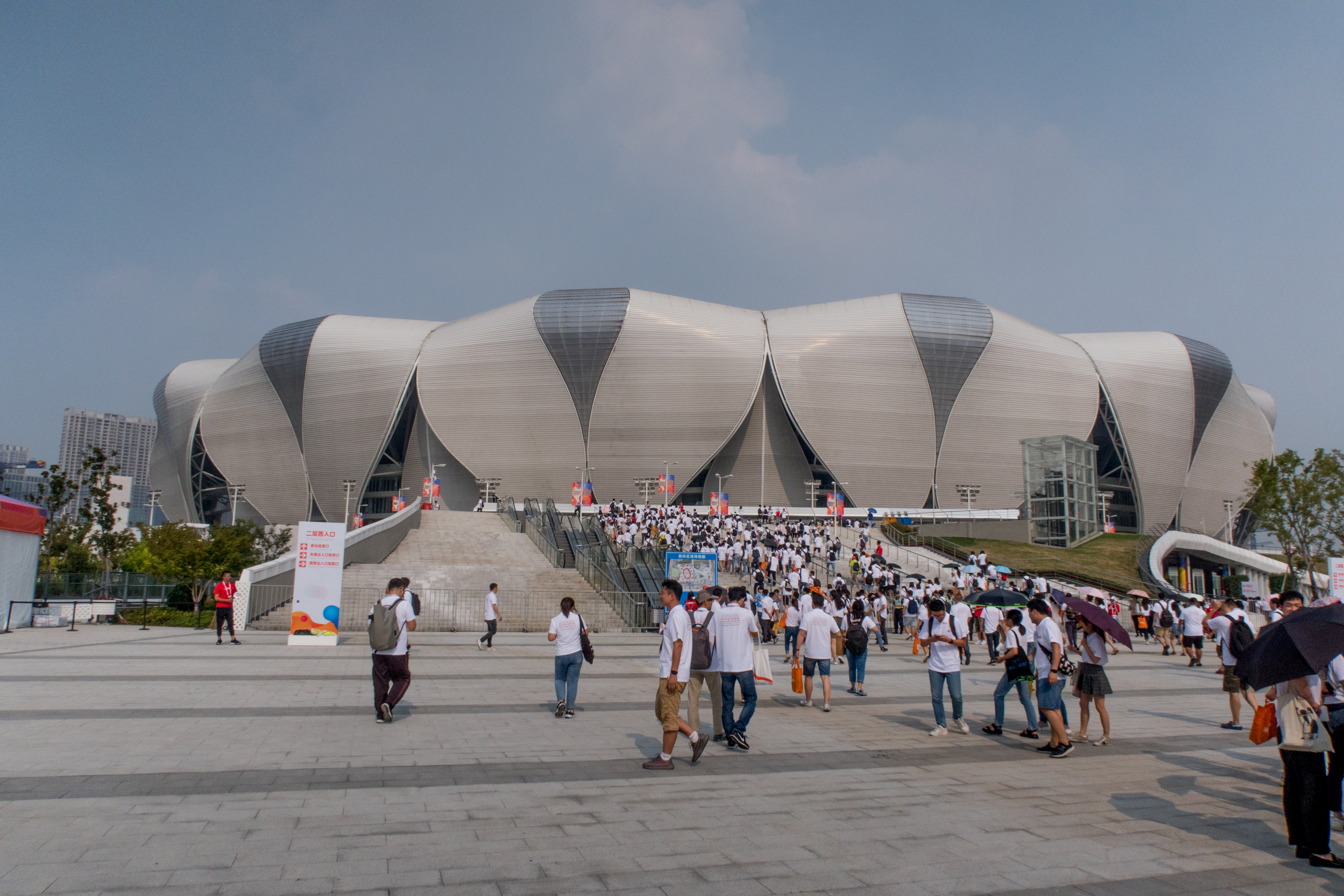
Estadio del Parque Deportivo de Hangzhou

## Sedes
Durante los Juegos se utilizarán 44 sedes, de las cuales 30 ya existen en la ciudad, 10 están en construcción y otras 4 están en fase de planificación.

## Desarrollo

### Deportes
En los Juegos Asiáticos de Hangzhou se disputarán 482 eventos de un total de 61 disciplinas repartidas en deportes olímpicos y no olímpicos.
- Artes marciales
  - Jiujitsu
  - Kárate
  - Kurash
- Atletismo
- Bádminton
- Balonmano
- Breakdance
- Béisbol
  - Béisbol
  - Softbol
- Baloncesto
  - Baloncesto
  - Baloncesto 3×3
- Boxeo
- Canotaje
  - Slalom
  - Velocidad
- Ciclismo
  - BMX
  - Ciclomontañismo
  - Ruta
  - Pista
- Cricket
- Deportes acuáticos
  - Natación artística
  - Buceo
  - Natación maratón
  - Nadando
  - Polo acuático
- Deportes mentales
  - Bridge
  - Ajedrez
  - E-sports
  - Go
  - Xiangqi
- Deportes sobre ruedas
  - Patinaje
  - Skateboarding
- Barco de Dragón
- Ecuestre
- Escalada deportiva
- Esgrima
- Hockey sobre hierba
- Fútbol
- Golf
- Gimnasia
  - Artístico
  - Rítmico
  - Trampolín
- Judo
- Kabaddi
- Levantamiento de pesas
- Lucha
- Pentatlón moderno
- Remo
- Rugby 7
- Sepak takraw
- Squash
- Tenis de mesa
- Taekwondo
- Tenis
  - Tenis suave
  - Tenis
- Tiro al arco
- Tiro deportivo
- Triatlón
- Vela
- Voleibol
  - Voleibol de playa
  - Vóleibol
- Wushu

#### Delegaciones participantes
| - Arabia Saudita (KSA) - China (CHN) - Japón (JPN) - Yemen (YEM) - Korea (KOR) |

### Calendario
La competición constará de 482 eventos en 40 deportes.
| AP | Apertura | ● | Competiciones | 1 | Eventos finales | CL | Clausura |

| Septiembre/Octubre | Septiembre/Octubre | 19 Mar | 20 Mie | 21 Jue | 22 Vie | 23 Sab | 24 Dom | 25 Lun | 26 Mar | 27 Mie | 28 Jue | 29 Vie | 30 Sab | 1 Dom | 2 Lun | 3 Mar | 4 Mie | 5 Jue | 6 Vie | 7 Sab | 8 Dom | Medallas Eventos |
| ------------------ | ------------------ | ------ | ------ | ------ | ------ | ------ | ------ | ------ | ------ | ------ | ------ | ------ | ------ | ----- | ----- | ----- | ----- | ----- | ----- | ----- | ----- | ---------------- |
| Ceremonias         | Ceremonias         |        |        |        |        | AP     |        |        |        |        |        |        |        |       |       |       |       |       |       |       | CL    |                  |
| Total              | Total              | 0      | 0      | 0      | 0      | 0      | -      | -      | -      | -      | -      | -      | -      | -     | -     | -     | -     | -     | -     | -     | -     | 482              |
| Septiembre/Octubre | Septiembre/Octubre | 19 Mar | 20 Mie | 21 Jue | 22 Vie | 23 Sab | 24 Dom | 25 Lun | 26 Mar | 27 Mie | 28 Jue | 29 Vie | 30 Sab | 1 Dom | 2 Lun | 3 Mar | 4 Mie | 5 Jue | 6 Vie | 7 Sab | 8 Dom | Medallas Eventos |